# Jongi Nokwe
Pas d'image ? Cliquez ici

a Compétitions nationales et continentales officielles uniquement.

b Matchs officiels uniquement.
Dernière mise à jour le 23 novembre 2018.
Jongikhaya (Jongi) Nokwe, né le 30 décembre 1981 à Ngxalawe (Ciskei en Afrique du Sud), est un joueur de rugby à XV sud-africain ayant joué avec l'équipe d'Afrique du Sud. Il évolue au poste d'ailier (1,83 m et 85 kg).

## Carrière
Nokwe éclot tardivement. Il joue d'abord pour la province du Boland, l'une des plus faibles de la Currie Cup, entre 2003 et 2007. Entre-temps, il participe au circuit de Coupe du monde de rugby à sept, l'IRB Sevens World Series, sous les couleurs de la sélection du Golfe arabique en 2002 et du Sri Lanka en 2003 ! Sa pointe de vitesse le révèle aux yeux de ses compatriotes et il intègre la sélection sud-africaine à sept en 2004. En 2006, il franchit enfin un palier : il se voit donner sa chance par les Stormers pour qui il joue 6 matchs de Super 12, mais ne trouve pas de contrat l'année suivante et s'en retourne au Boland. Il éclate enfin au plus haut niveau sous le maillot des Cheetahs (10 matchs, 7 essais en Super 14). Cela lui permet d'être remarqué par l'entraîneur des Springboks Peter de Villiers qui le titularise pour un test contre l'Argentine. Il se montre digne de la confiance qui lui est accordée en marquant son premier essai. Il se fait néanmoins véritablement connaître trois semaines plus tard par un exploit rarissime contre une grande nation (records en équipe d'Afrique du Sud de rugby à XV masculin): il inscrit quatre essais à l'Ellis Park de Johannesbourg en 36 minutes dans une victoire fleuve 53-8 contre l'Australie pendant le Tri-nations 2008.

## Statistiques
Au 30/08/2008

### Super 12/14
- Super 14 : 16 matchs, 9 essais
  - 2006 : Stormers (6 matchs, 2 essais)
  - 2008 : Cheetahs (10 matchs, 7 essais)

### Currie Cup
- Currie Cup : 27 matchs, 15 essais
  - 2003-2007 : Boland Cavaliers (21 matchs, 12 essais)
  - 2008- : Free State Cheetahs (6 matchs, 3 essais)

### Équipe nationale
Il a disputé son premier match avec les Springboks le 9 août 2008 à l'occasion d'un match contre l'Argentine. Nokwe a marqué un essai pour sa première sélection.

## Palmarès

### En équipe nationale
- 4 sélections
- 5 essais, 25 points
- Nombre de sélections par années : 3 en 2008, 1 en 2009.